# Granusjön (Malungs socken, Dalarna)
Granusjön är en sjö i Malung-Sälens kommun i Dalarna och ingår i Dalälvens huvudavrinningsområde. Sjön har en area på 0,166 kvadratkilometer och ligger 318,2 meter över havet.

## Delavrinningsområde
Granusjön ingår i det delavrinningsområde (670254-139263) som SMHI kallar för Utloppet av Granusjön. Medelhöjden är 342 meter över havet och ytan är 9,64 kvadratkilometer. Det finns inga avrinningsområden uppströms utan avrinningsområdet är högsta punkten. Vattendraget som avvattnar avrinningsområdet har biflödesordning 4, vilket innebär att vattnet flödar genom totalt 4 vattendrag innan det når havet efter 359 kilometer. Avrinningsområdet består mestadels av skog (44 procent) och sankmarker (51 procent). Avrinningsområdet har 0,17 kvadratkilometer vattenytor vilket ger det en sjöprocent på 1,8 procent.